# Club Baloncesto Peñas Huesca
El Club Baloncesto Peñas Huesca es un club de baloncesto de la ciudad de Huesca, Aragón, España, fundado inicialmente como Club Deportivo Peñas Recreativas de Huesca, en 1977, aunque se constituyó legalmente en 1981. Ha competido en la liga ACB un total de 12 temporadas. Actualmente compite en la Segunda FEB, 3ª categoría del baloncesto español.

## Historia
Fundado como Club Deportivo Peñas Recreativas de Huesca en el verano del año 1977 (aunque constituido legalmente el 24 de agosto de 1981), cuando las peñas de la ciudad se sumaron al proyecto de crear un equipo profesional de baloncesto, y refundado en 1996 como Club Baloncesto Peñas Recreativas de Huesca, esta entidad oscense comenzó su andadura en la temporada 1977-78 en la Tercera División y, poco a poco, fue ascendiendo hasta llegar a la Liga ACB en la temporada 1983-84. Su primer presidente fue José Antonio Ortas Otín, hasta marzo de 1987.
El debut en la ACB se saldó con un descenso pero en el curso baloncestístico 1985-86, tras un año alejado de la élite, el Peñas se consolidó como equipo ACB, eso sí, siempre con el objetivo anual de salvar la categoría.
Tras conseguir la permanencia en una eliminatoria contra el Festina Andorra en 1996, los directivos del club se vieron obligados a vender la plaza de ACB al Baloncesto Fuenlabrada, ya que la situación económica era insostenible. De este modo, la siguiente temporada la entidad oscense disputó la primera edición de la LEB, contando con un presupuesto bajo. La temporada no fue buena, aunque logró mantenerse en la categoría.
No obstante, el Peñas abandonó la LEB tras la salvación, manteniendo únicamente en competición sus equipos de cantera en la temporada 1997-98. En la siguiente, el sénior se inscribió en la Liga EBA y obtuvo buenos resultados durante el tiempo que permaneció en esta categoría.
En los años 2003 y 2004, el club oscense jugó la fase de ascenso a la LEB-2 aunque no logró subir de categoría, hecho que finalmente se produjo en 2005 al salir victorioso de la fase final del campeonato, disputada en Palencia.
Desde la temporada 2010-11 compite en la LEB Oro al derrotar por 3-1 al Tíjola de Almería en la final por el ascenso desde la LEB Plata.
Permanece en la LEB Oro durante doce temporadas, con la campaña 2015-16 como la más sobresaliente, terminando terceros en el playoffs, a un paso del ascenso a la liga ACB.
En la temporada 2021-22 desciende a la LEB Plata (ahora denominada Segunda FEB), categoría en la que milita actualmente.

### Nombres Comerciales
| - Magia de Huesca (1985-1989) - Huesca La Magia (1989-1992) - Argal Huesca (1992-1994) - Somontano Huesca (1994-1995) - Grupo AGB Huesca (1995-1996) - Huesca La Magia (1996-1997) - Iberagentes Huesca (2000-2002) - CAI Huesca (2002-2004) |  | - CAI Huesca La Magia (2004-2007) - CAI Huesca Cosarsa (2007-2008) - Lobe Huesca (2008-2013) - Magia Huesca (2016-2017) - Levitec Huesca (2017-2021) - Levitec Huesca La Magia (2021-2022) - Lobe Huesca La Magia (2022-) |

## Palmarés
- Copa LEB Plata. Campeón en:
  - 2009-2010, contra el Club Baloncesto Huelva la Luz (89-67) en Huesca.
- Liga EBA. Campeón en:
  - 2004-2005 en Palencia.

## Historial
| Temporada | Nivel | División       | Pos. | Postemporada                     | TR     | PO        | Copa                       | Copa  |
| --------- | ----- | -------------- | ---- | -------------------------------- | ------ | --------- | -------------------------- | ----- |
| 1977–78   | 3     | 3.ª División   | 6.º  | Ascenso                          | 16-10  | –         | –                          | –     |
| 1978–79   | 3     | 2.ª División   | 8.º  | –                                | –      | –         | –                          | –     |
| 1979–80   | 3     | 2.ª División   | 6.º  | –                                | –      | –         | –                          | –     |
| 1980–81   | 3     | 2.ª División   | 3.º  | –                                | 17-1-6 | –         | –                          | –     |
| 1981–82   | 3     | 2.ª División   | 2.º  | Ascenso                          | –      | –         | –                          | –     |
| 1982–83   | 2     | 1.ª División B | 4.º  | Ascenso                          | 15-2-9 | –         | –                          | –     |
| 1983-84   | 1     | Liga ACB       | 15.º | PO descenso (14.º)/ Descenso     | 7-21   | 3-3       | –                          | –     |
| 1984–85   | 2     | 1.ª División B | 2.º  | Ascenso                          | 19-7   | –         | –                          | –     |
| 1985-86   | 1     | Liga ACB       | 13.º | PO descenso (13.º)               | 9-19   | 4-2       | –                          | –     |
| 1986-87   | 1     | Liga ACB       | 12.º | Octavos final (12.º)             | 13-15  | 0-2       | Copa Príncipe              | OF    |
| 1987-88   | 1     | Liga ACB       | 8.º  | Octavos final (10.º)             | 8-20   | 0-2       | Copa del Rey Copa Príncipe | CF OF |
| 1988-89   | 1     | Liga ACB       | 8.º  | PO clasificación (13.º)          | 13-23  | 2-3       | Copa del Rey               | CF    |
| 1989-90   | 1     | Liga ACB       | 12.º | PO clasificación (14.º)          | 23-13  | 1-3       | Copa del Rey               | PR    |
| 1990-91   | 1     | Liga ACB       | 5.º  | Octavos final/ PO clasif. (15.º) | 16-18  | 0-2 (3-1) | Copa del Rey               | PR    |
| 1991-92   | 1     | Liga ACB       | 6.º  | Octavos final/ PO clasif. (17.º) | 18-16  | 1-2 (1-3) | Copa del Rey               | SR    |
| 1992-93   | 1     | Liga ACB       | 19.º | PO permanencia (19.º)            | 11-20  | 3-1       | Copa del Rey               | PR    |
| 1993-94   | 1     | Liga ACB       | 18.º | PO permanencia (20.º)/ Descenso  | 9-19   | 1-3       | Copa del Rey               | PR    |
| 1994-95   | 1     | Liga ACB       | 19.º | PO permanencia (18.º)            | 12-26  | 3-1       | –                          | –     |
| 1995-96   | 1     | Liga ACB       | 19.º | PO permanencia (18.º)/ Descenso  | 9-29   | 3-1       | –                          | –     |
| 1996-97   | 2     | LEB            | 12.º | Octavos final (12.º)/ Descenso   | 8-18   | 0-3       | –                          | –     |
| 1997–98   | –     | –              | –    | –                                | –      | –         | –                          |       |
| 1998-99   | 3     | Liga EBA       | 14.º | PO permanencia (14.º)/ Descenso  | 9-21   | 1-3       | –                          | –     |
| 1999-00   | 3     | Liga EBA       | 14.º | PO permanencia (14.º)/ Descenso  | 7-19   | –         | –                          | –     |
| 2000-01   | 4     | Liga EBA       | 5.º  | –                                | 17-13  | –         | –                          | –     |
| 2001-02   | 4     | Liga EBA       | 8.º  | –                                | 17-15  | –         | –                          | –     |
| 2002-03   | 4     | Liga EBA       | 2.º  | PO Semifinal (3.º)               | 23-7   | 3-1       | –                          | –     |
| 2003-04   | 4     | Liga EBA       | 3.º  | PO Octavos final                 | 22-8   | 1-1       | –                          | –     |
| 2004-05   | 4     | Liga EBA       | 1.º  | PO Final (1.º)/ Ascenso          | 26-4   | 5-0       | –                          | –     |
| 2005-06   | 3     | LEB 2          | 5.º  | PO Cuartos final (5.º)           | 19-11  | 2-3       | Copa LEB 2                 | SC    |
| 2006-07   | 3     | LEB 2          | 16.º | PO Descenso (16.º)               | 13-21  | 3-1       | –                          | –     |
| 2007-08   | 3     | LEB Plata      | 8.º  | PO Cuartos final (8.º)           | 19-15  | 1-2       | –                          | –     |
| 2008-09   | 3     | LEB Plata      | 11.º | –                                | 14-16  | –         | –                          | –     |
| 2009-10   | 3     | LEB Plata      | 3.º  | PO Final (2.º)/ Ascenso          | 23-9   | 9-4       | Copa LEB Plata             | C     |
| 2010-11   | 2     | LEB Oro        | 15.º | –                                | 12-22  | –         | –                          | –     |
| 2011-12   | 2     | LEB Oro        | 15.º | –                                | 13-21  | –         | –                          | –     |
| 2012-13   | 2     | LEB Oro        | 8.º  | PO Cuartos final (8.º)           | 11-15  | 1-3       | –                          | –     |
| 2013-14   | 2     | LEB Oro        | 7.º  | PO Cuartos final (7.º)           | 13-13  | 1-2       | –                          | –     |
| 2014-15   | 2     | LEB Oro        | 12.º | –                                | 9-19   | –         | –                          | –     |
| 2015-16   | 2     | LEB Oro        | 7.º  | PO Final (3.º)                   | 16-14  | 6-5       | –                          | –     |
| 2016-17   | 2     | LEB Oro        | 16.º | –                                | 11-23  | –         | –                          | –     |
| 2017-18   | 2     | LEB Oro        | 15.º | –                                | 13-21  | –         | –                          | –     |
| 2018-19   | 2     | LEB Oro        | 10.º | –                                | 18-16  | –         | –                          | –     |
| 2019-20   | 2     | LEB Oro        | 14.º | –                                | 9-15   | –         | –                          | –     |
| 2020-21   | 2     | LEB Oro        | 13.º | –                                | 10-16  | –         | –                          | –     |
| 2021-22   | 2     | LEB Oro        | 18.º | Descenso                         | 5-29   | –         | –                          | –     |
| 2022-23   | 3     | LEB Plata      | 10.º | –                                | 9-17   | –         | –                          | –     |
| 2023-24   | 3     | LEB Plata      | 10.º | –                                | 10-16  | –         | –                          | –     |
| 2024-25   | 3     | Segunda FEB    | 6.º  | Semifinal (5.º)                  | 14-12  | 5-1       | Copa España                | FG    |

## Jugadores

### Jugadores Históricos
- Brian Jackson y Granger Hall formaron una pareja histórica que dio muchas tardes de gloria a la afición Peñista. Ambos estuvieron varias temporadas entre las mejores parejas de la ACB.

Brian Jackson
- 30/11/91 ACB. Consigue la marca histórica de 6.000 puntos. Primer jugador de la Liga en alcanzarla.
- 14/09/93 ACB. Marca histórica de 12.000 minutos.

- Fue campeón de ACB con el Real Madrid dos veces, Campeón de la Copa del Rey de la Recopa Europea. Subcampeón de Copa Europa.

- En la edición 1988–89, celebrada en Zaragoza, gana el concurso de triples de la ACB en la primera edición de este concurso. Mike Smith se imponía a Dan Bingenheimer en la final de los mates.

- Brian Jackson, elegido por Portland Trail Blazers en la segunda ronda ( número 26 global ) se convertiría en otro foráneo que marcaría una época en nuestro baloncesto. Su primera experiencia en España se remonta al año 1981, jugando en el Cotonificio durante esa temporada. Tras un breve paso por Italia, vuelve, esta vez al Real Madrid. Huesca y Caja San Fernando serían sus otros dos equipos en España. En Huesca estuvo seis temporadas. De la 1986-87, hasta la 1991-92.

Alphonso Ford
El tristemente desaparecido en 2004 debido a una leucemia, Alphonso Ford, mostró su clase en Huesca. Fue el primer equipo en el que jugó en Europa. Presenta unos números impecables. Tres veces máximo anotador de la Euroliga entre 2000 y 2003 y otras tantas de la Liga Griega. También fue el segundo anotador en la ACB en el año 1995-96.
- 1995-96 ACB. Grupo AGB Huesca. Segundo máximo anotador de la Liga. 945 puntos. 24,87 puntos por partido.
- 1995-96 ACB. Grupo AGB Huesca. Jugador de la semana. Dos veces.
- 1995-96 ACB. Grupo AGB Huesca. Jugador del mes de abril.
- 1996-97 Papagou. Máximo anotador de la Liga. 614 puntos. 24,5 puntos por partido.
- 1997-98 Turquía
- 1998-99 Sporting Atenas
- 1999-00 Peristeri Atenas. Máximo anotador de la Euroliga y de la Liga griega. 586 puntos. 22,5 puntos por partido.
- 2000-01 Peristeri Atenas. Máximo anotador de la Liga. 594 puntos. 23,8 puntos por partido.
- 2000-01 Peristeri Atenas. MVP.
- 2001-02 Olympiakos Pireo. Mejor Jugador Extranjero en Europa. Revista BasketNews. Máximo anotador de Euroliga.
- 2002-03 Montepaschi Siena. Máximo anotador de Euroliga. Integrante del quinteto ideal.
- 20003-04 Scavolini de Pésaro. Final Four de la Euroliga en Barcelona.

- En 2004, la Euroliga pone el nombre de Alphonso Ford al trofeo de máximo anotador de la Euroliga.

Nacho Biota
- 1995 ACB. Liga de Verano. Grupo AGB Huesca. Alcoy. MVP.
- 1995-96 ACB. Grupo AGB Huesca. Mejor Debutante. Revista Gigantes del Superbasket.
- 1996 Eurobasket sub-22. Selección de España. Estambul. Medalla de Plata.
- 1997-98 Copa del Rey. Festina Joventut. Subcampeón.
- Internacional con Selección de España sub-22.

Más jugadores
- Jimmy Wright, elegido por New York Knicks en la quinta ronda ( número 109 global ). Llega a Huesca en la temporada 83/84. Este junto a Wayne Freeman, fueron los primeros americanos del cuadro verdiblanco.

- Otros extranjeros famosos han sido: Wallace Bryant, Rimas Kurtinaitis y Valery Tikhonenko (ambos de la URSS en su mejor época), Larry Gibson, Derek Strong, Reginald Slater, Dyron Nix, Wayne Tinkle, John Morton, Greg Wiltjer, Bryan Sallier, Walter Palmer, Trevor Wilson, Larry Micheaux, Ben Coleman.

- Por Huesca han pasado, sin desmerecer a nadie, jugadores nacionales de la talla de César Arranz, Santiago Aldama, Iván Pardo, Lucio Angulo (debutó en ACB), Juan Antonio Hernández, Charlie López Rodríguez (máximo triplista de la temporada, aunque para ello tirara muchísimo), Joan Pagés, Nacho Biota (producto de la cantera peñista, que volvió al equipo en LEB2 la temporada 2006-07 tras su periplo por varios clubs de la ACB, pero ante la mala marcha deportiva y su falta de adaptación abandonó el club), Raúl Capablo, Eduardo Sabater, Salva Guardia, David Solé, Ernesto Fernández Samaniego, Pepe Benedé (también de la Cantera). No podemos olvidarnos de Alberto Alocén, el gran capitán peñista, santo y seña del Peñas en su época previa al ascenso a la ACB y primeras temporadas en la élite, tampoco de Josu Pérez que llegó en Primera B con el equipo mal clasificado y "empujó" al equipo hasta alcanzar el 4.º puesto que al final propició el ascenso a la ACB tras la desaparición del Inmobanco (dos tiros libres fallados en el último segundo del último partido que hubieran dado el 3.º puesto y el ascenso directo).

### Datos destacados
- Máximos anotadores ACB:

1. Alberto Herreros: 9757 puntos.
2. Jordi Villacampa: 8985 puntos.
3. Brian Jackson: 8635 puntos en 392 partidos. 22.0 de media.
4. Granger Hall: 8034 puntos en 433 partidos. 18.5 de media.
5. Joan Creus: 7937
- Los extranjeros con más partidos en la historia de ACB:

Mike Smith: 405
José Biriukov: 404 (no era extranjero, al final jugó como español)
Brian Jackson: 403
Granger Hall: 392
Andre Turner: 374
Joe Arlauckas: 365
Velimir Perasovic: 354
Richard Scott y Anicet Lavodrama

## Entrenadores Históricos
- Años 80: Jaume Ventura y Arturo Ortega.
- Años 90: Iñaki Iriarte, Andreu Casadevall y Javier Zaragoza.
- Años 2000: David Álvarez, Pedro Buesa, Carlos Lorés, Toñin Ara y Jordi Balaguer.
- Años 2010: Ángel Navarro Hernández, Quim Costa, Sergio Jiménez Rodríguez y Guillermo Arenas Milán.
- Temp. 20/21: David Gómez Muñoz
- Temp. 20/21: Óscar Lata
- Temp. 21/22: Sergio Lamúa
- Temp. 21/22: Carlos Lanau
- Temp. 22/23: Santi Cerdán
- Temp. 23/25: Rafa Sanz